# Volgogradskij Prospekt
Volgogradskij Prospekt in russo Волгоградский Проспект?, Viale Volgograd, è una stazione della Metropolitana di Mosca situata sulla Linea Tagansko-Krasnopresnenskaja. La fermata fu inaugurata il 31 dicembre 1966 come parte del ramo Žadovskij e prende il nome dal vicino viale che porta al centro di Mosca lungo un'autostrada interurbana che corre lungo il sud-ovest della Russia, e che non è diretta, nonostante il nome, verso Volgograd.
La stazione fu costruita secondo una modifica del design standard anni sessanta, mostrando i primi segnali di design innovativo opera degli architetti V.G. Polikarpova e A.A. Marova. La banchina è stretta (dato che la stazione non fu progettata per servire grandi gruppi di persone) e le piastrelle in ceramica sulle mura sono inclinate di 45 gradi rispetto al pavimento e sono decorate con oggetti metallici di alluminio anodizzato che ritraggono la Battaglia di Stalingrado (opera di E.M. Ladygin). I pilastri sono ricoperti con marmo bianco, mentre il pavimento è coperto da granito grigio. La stazione presenta due ingressi sotterranei con scale che permettono ai passeggeri di raggiungere le vie Talalichin e Novostapovskaja, oltre che la fabbrica automobilistica AZLK. Il traffico quotidiano di passeggeri è 27.150 persone.